# Nソウルタワー
Nソウルタワーとは、大韓民国の南山（ナムサン）の頂上付近に建つ塔である。ソウル特別市龍山区の南山公園内に位置し、旧名は「南山タワー」であった。この影響で「南山タワー」と呼ばれる事例も見られるものの、これは公式の名称ではない。また、Nソウルタワーは通称であり、この塔はニュース専門テレビ局のYTNが所有しているため、正式名称はYTNソウルタワーである。ただし、通例として「Nソウルタワー」と称されるため、本稿でも以降は、Nソウルタワーの表記で統一する。

## 概要
| 位置 | 位置 | 北緯37度33分06秒 東経126度59分17秒 / 北緯37.55167度 東経126.98806度座標: 北緯37度33分06秒 東経126度59分17秒 / 北緯37.55167度 東経126.98806度 | 北緯37度33分06秒 東経126度59分17秒 / 北緯37.55167度 東経126.98806度座標: 北緯37度33分06秒 東経126度59分17秒 / 北緯37.55167度 東経126.98806度 |

### 沿革
- 1971年 - 非公開の電波塔として完成。
- 1972年 - KBS、MBC文化放送、TBC東洋放送のテレビ電波の送信を開始。
- 1980年 - 一般公開が決まり「南山タワー」として開館。
- 1990年 - 来館者が1000万人を突破。
- 1991年 - SBSのテレビ電波の送信を開始。
- 2000年 - 所有権がYTNに移行。
- 2001年 - 来館者が2000万人を突破。
- 2005年 - 全面改修し、併せて「YTNソウルタワー」への改名も実施し、通称「Nソウルタワー」として再開館。

### 建物
Nソウルタワーの所在地は、ソウル特別市 龍山区 南山公園ギル 105（龍山洞2街）である。塔の高さは236.7 mである。南山の高さは243 mなので、海抜からの高さは479.7 mである。この塔はソウル市内の各所から見えて、夜にはライトアップされた姿が浮かび上がる。テレビ・FMラジオ送信などを目的とした総合電波塔として建設されたが、展望台からはソウル市内を一望でき、気象条件が良ければ、西の方向のインチョン方面に黄海も見えるなど眺望が望め、観光地としても利用されている。なお、ドラマ「美しき日々」のロケ地に使用された事でも知られる。一方で、ソウル市内中心部であれば、多くの場所でNソウルタワーが見えるため、ソウル市内中心部におけるランドマークとして方向を知る際にも利用できる。

### 施設
- 展望台－海抜378.7 m。1 - 5階。本館からエレベーターで昇る。
- 本館
  - 地球村民俗博物館
  - 立体映像館
  - 幻想の国
- 食堂
  - 回転展望レストラン－展望台5階
  - スカイ回転レストラン－展望台1階
  - 緑の香り
  - ホール食堂街

### アクセス

南山ケーブルカーの搬器。

Nソウルタワーに行くためには、南山を登らねばならない。登山道を使えば、南山の麓からは徒歩でのアクセスも可能である。また、南山の麓と山頂を結ぶロープウェイである南山ケーブルカーが運行されているため、これを用いれば容易にアクセスできる。もちろん、南山への登りはロープウェイを利用し、降りは徒歩といった選択もできる。なお、付近の道路の関係で、南山ケーブルカーの山麓側の乗り場へは、地下鉄4号線の明洞駅で下車すると近い。

## 放送施設としてのNソウルタワー
※チャンネルは大韓民国の基準で表記。

### 地上デジタルテレビジョン放送送信設備
デジタル放送では、親局を冠岳山に移したため、Nソウルタワーの放送施設は中継局に当たる。しかし出力は送信周波数が高いため、Nソウルタワー局の方が大きい。物理チャンネル番号は日本のチャンネル番号+1であり、日本の13chが韓国の14chに相当する。
| リモコンキーID | 放送局名              | 施設名称            | 物理チャンネル | 空中線電力 | 放送対象地域 |
| -------------- | --------------------- | ------------------- | -------------- | ---------- | ------------ |
| 6-1            | SBS                   | SBS南山DTV中継局    | K-44           | 5 kW       | 首都圈       |
| 7-1            | KBSソウル第2テレビ    | KBS南山第2DTV中継局 | K-45           | 5 kW       | 首都圈       |
| 9-1            | KBSソウル第1テレビ    | KBS南山第1DTV中継局 | K-22           | 5 kW       | 首都圈       |
| 10-1           | EBS敎育放送第１テレビ | EBS南山DTV中継局    | K-46           | 5 kW       | 首都圈       |
| 10-2           | EBS敎育放送第２テレビ | EBS南山DTV中継局    | K-46           | 5 kW       | 首都圈       |
| 11-1           | MBC文化放送           | MBC南山DTV中継局    | K-50           | 5 kW       | 首都圈       |

### 地上アナログテレビジョン放送送信設備
いずれも大韓民国内のトリを飾る形で2012年大晦日午前4時を回った時点で、アナログ放送電波は完全停波し、大韓民国はデジタル放送への移行を完了した。停波式典はKBSの施設で行われた。
| チャンネル | 放送局名     | 呼出符号 | 空中線電力                 | 放送対象地域 |
| ---------- | ------------ | -------- | -------------------------- | ------------ |
| K-6+       | SBS          | HLSQ-TV  | 映像50 kW 音声10 kW        | 首都圈       |
| K-7        | KBSソウル2TV | HLSA-TV  | 映像50 kW 音声10 kW        | 首都圈       |
| K-9        | KBSソウル1TV | HLKA-TV  | 映像50 kW 音声10 kW        | 首都圈       |
| K-11       | MBC文化放送  | HLKV-TV  | 映像50 kW 音声10 kW        | 首都圈       |
| K-13       | EBS敎育放送  | HLQL-TV  | 映像10 kW 音声（出力不明） | 首都圈       |

- SBSテレビは+10 kHzオフセットあり。

### FMラジオ放送送信設備
| 周波数    | 放送局名   | 呼出符号 | 空中線電力 | 放送対象地域 |
| --------- | ---------- | -------- | ---------- | ------------ |
| 96.7 MHz  | 国軍放送   | HLSF-FM  | 2 kW       | 首都圈       |
| 99.1 MHz  | 国楽FM放送 | HLQA-FM  | 5 kW       | 首都圈       |
| 101.3 MHz | tbs eFM    | HLSW-FM  | 1 kW       | 首都圈       |

### 地上波DMB放送送信設備
| アンサンブル名 | 放送局名      | 物理チャンネル(周波数) | 空中線電力 | 放送対象地域 |
| -------------- | ------------- | ---------------------- | ---------- | ------------ |
| U1 DMB         | MBN           | K-8A (181.280 MHz)     | 2 kW       | 首都圈       |
| U1 DMB         | U1            | K-8A (181.280 MHz)     | 2 kW       | 首都圈       |
| U1 DMB         | WOW-TV        | K-8A (181.280 MHz)     | 2 kW       | 首都圈       |
| YTN DMB        | TBN           | K-8B (183.008 MHz)     | 2 kW       | 首都圈       |
| YTN DMB        | LotteHome     | K-8B (183.008 MHz)     | 2 kW       | 首都圈       |
| YTN DMB        | mYTN          | K-8B (183.008 MHz)     | 2 kW       | 首都圈       |
| QBS            | GS SHOP       | K-8C (184.736 MHz)     | 2 kW       | 首都圈       |
| QBS            | QBS JTBC      | K-8C (184.736 MHz)     | 2 kW       | 首都圈       |
| QBS            | CJ O SHOPPING | K-8C (184.736 MHz)     | 2 kW       | 首都圈       |
| MBC DMB        | MY MBC        | K-12A (205.280 MHz)    | 2 kW       | 首都圈       |
| MBC DMB        | MBC SPORTS+   | K-12A (205.280 MHz)    | 2 kW       | 首都圈       |
| MBC DMB        | MBC RADIO     | K-12A (205.280 MHz)    | 2 kW       | 首都圈       |
| U-KBS          | KBS STAR      | K-12B (207.008 MHz)    | 2 kW       | 首都圈       |
| U-KBS          | KBS HEART     | K-12B (207.008 MHz)    | 2 kW       | 首都圈       |
| U-KBS          | KBS MUSIC     | K-12B (207.008 MHz)    | 2 kW       | 首都圈       |
| SBS(u)         | SBS u TV      | K-12C (208.736 MHz)    | 2 kW       | 首都圈       |
| SBS(u)         | SBS V-Radio   | K-12C (208.736 MHz)    | 2 kW       | 首都圈       |
| SBS(u)         | Arirang Radio | K-12C (208.736 MHz)    | 2 kW       | 首都圈       |
| SBS(u)         | HYUNDAI Home  | K-12C (208.736 MHz)    | 2 kW       | 首都圈       |